# Моряк-Рыболов
Моря́к-Рыболо́в — посёлок в Ольгинском районе Приморского края России. Административный центр Моряк-Рыболовского сельского поселения.

## География
Посёлок расположен на правом берегу реки Маргаритовка и на берегу бухты Моряк-Рыболов Японского моря.
Посёлок стоит на автодороге, отходящей от трассы Р447, до неё около 12 км, до райцентра посёлка Ольга около 112 км.

## История
Посёлок основан в 1930 году. До 1972 года посёлок и бухта имели предположительно китайское название Пфусунг (Пхусун), переименованы в связи с вооружённым конфликтом за остров Даманский.
Посёлок Моряк-Рыболов, как и Ольгинский район, приравнен к районам Крайнего Севера.

## Население
| 2002 | 2008    | 2010  |
| ---- | ------- | ----- |
| 1209 | ↗11 760 | ↘1066 |

## Экономика
Основа экономики — рыболовство и сельское хозяйство. Активно развита охота и рыбалка, сбор дикоросов и даров тайги.

## Связь
Оператор сотовой связи — Билайн, МТС, Ростелеком. Из-за особенностей рельефа устойчивая связь возможна только на небольшом удалении от села.

## Топографические карты
- Лист карты K-53.  Масштаб: 1 : 1 000 000. Издание 1986 г.
- Лист карты K-53-III Моряк-Рыболов. Масштаб: 1 : 200 000. Состояние местности на 1977 год. Издание 1983 г.
- Лист карты K-53-18 Моряк-Рыболов. Масштаб: 1 : 100 000. Состояние местности на 1978 год. Издание 1984 г.